# コメガヤ

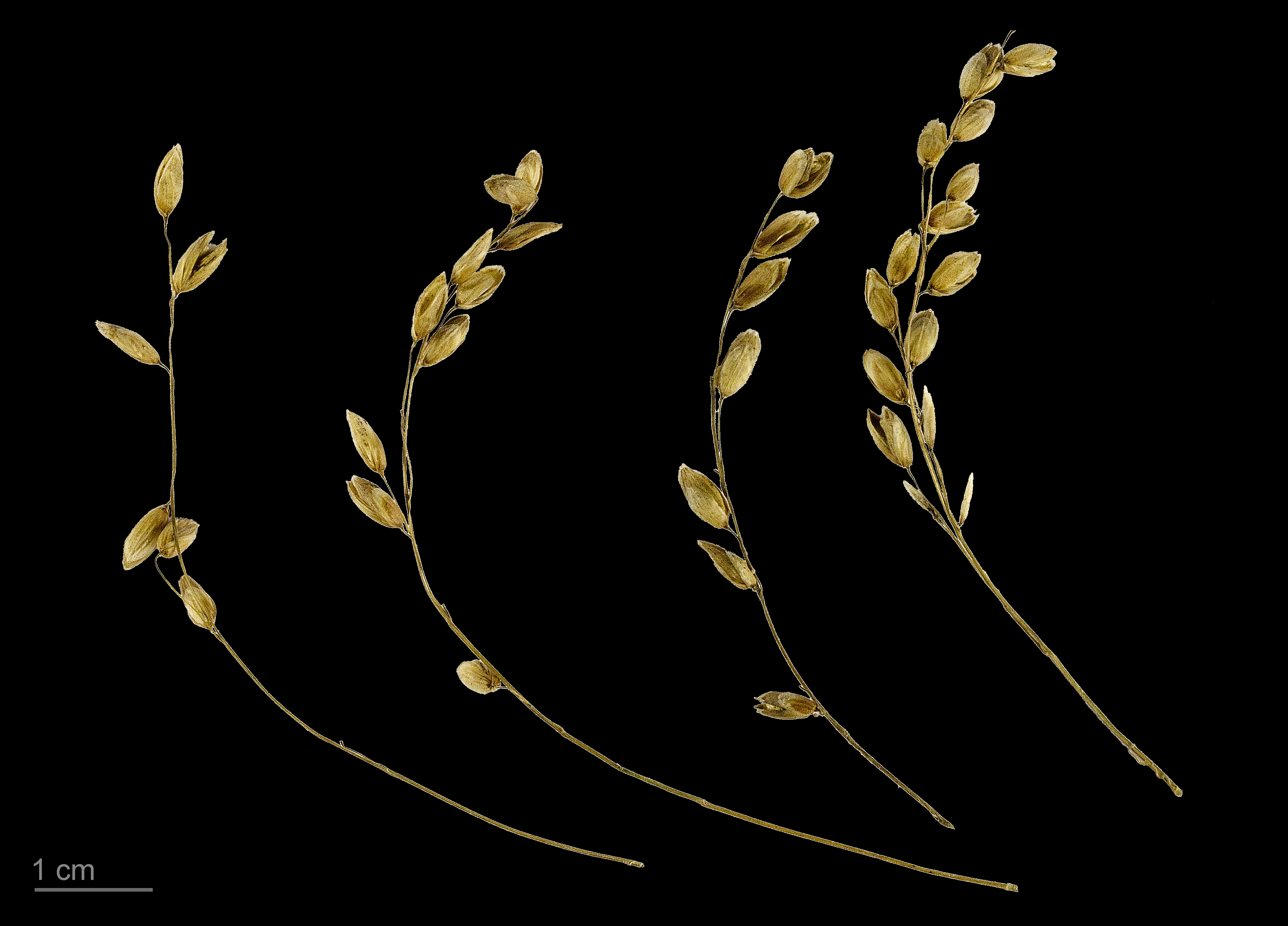
コメガヤの穂

コメガヤ(学名: Melica nutans)は、東アジアからヨーロッパまでの温帯域に広く分布する小型のイネ科多年草である。和名は小穂の形が米粒に似ることに由来する。

## 特徴
山地の林内や草原に生え、草丈は15-50cmほど。葉は長さ5-15cm、幅2-5mm。葉鞘は4稜があり赤紫色になる。花期は8-9月で、円錐花序は長さ8-15cm、数個から15個ほどの小穂をつける。小穂は長さ6-8mmほどで、白緑色で光沢があり、一部が赤紫色を帯びる。退化小花と、革質で厚い護穎と内穎からなる完全小花2個からなる。